# Золіс (віадук)
Золіс (нім. Soliser Viadukt)  - одноколійний одинадцятиарочний вапняковий залізничний віадук. Переминає річку Альбула на схід від хутора Золіс, Граубюнден, Швейцарія.
Спроєктований інженером Гансом Щтудером, був побудований у 1902 році Munari, Cayre und Marasi для Ретійської залізниці, яка й на сьогодення володіє і використовує його. Є об'єктом світової спадщини ЮНЕСКО - у складі Альбулабану, має 89 метрів заввишки, 164 метрів завдовжки, і основний прогін - 42 метри.

## Розташування
Віадук знаходиться на ділянці Альбулабану між станціями Тіфенкастель і Тузіс. Міст знаходиться у 49.33 км від станції Тузіс. На схід від віадука розташовано водосховище Золіс.

## Опис
Ідея побудувати віадук з вапняку належить Гансу Штудеру, як перший кам'яний арочний міст у Швейцарії, що було розроблено відповідно до теорії пружності. Згідно проєкту була спроєктована параболічна арка, яка є вельми трудомістка. Кошторис будівництва склав 125,000 швейцарських франків в цінах 1902 року.
Маючи 89 метрів заввишки, Золіс-Віадук є найвищим мостом на Ретійській залізниці. Він складається з основного прольоту 42 метрів завдовжки, та 10 інших прогонів - від 8 метрів до 10 метрів.

## Реконструкція
У 1997 році віадук зазнав складної реконструкції. Попередня ізоляція між гравійною подушкою і стінами була заповнена новою системою герметизації, що включає рідку пластикову плівку і торкрет-бетон. Крім того, відбулась заміна рейкового полотна і встановлені нові шпали.

## Галерея

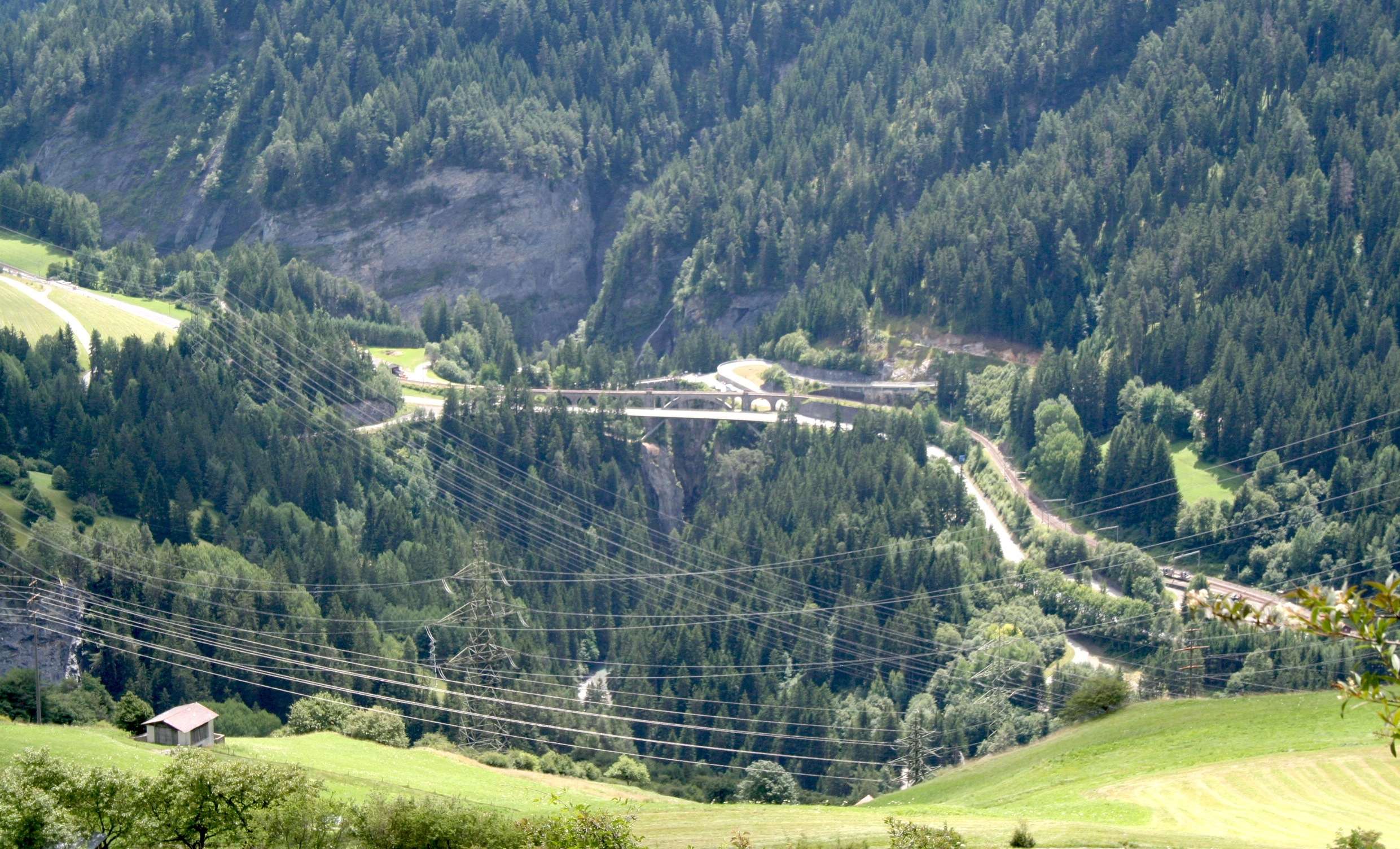
Schin gorge with the viaduct.
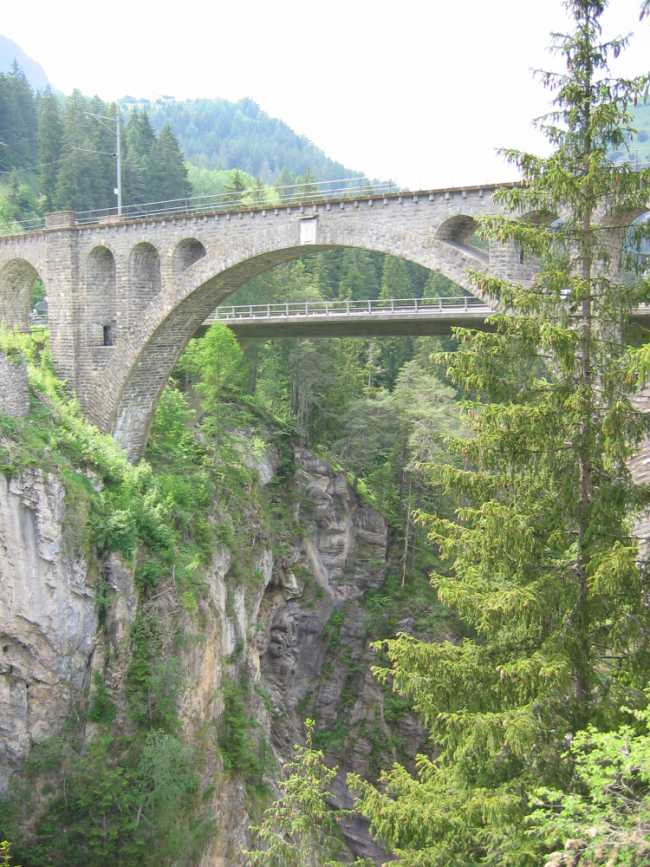
A closer view of the viaduct
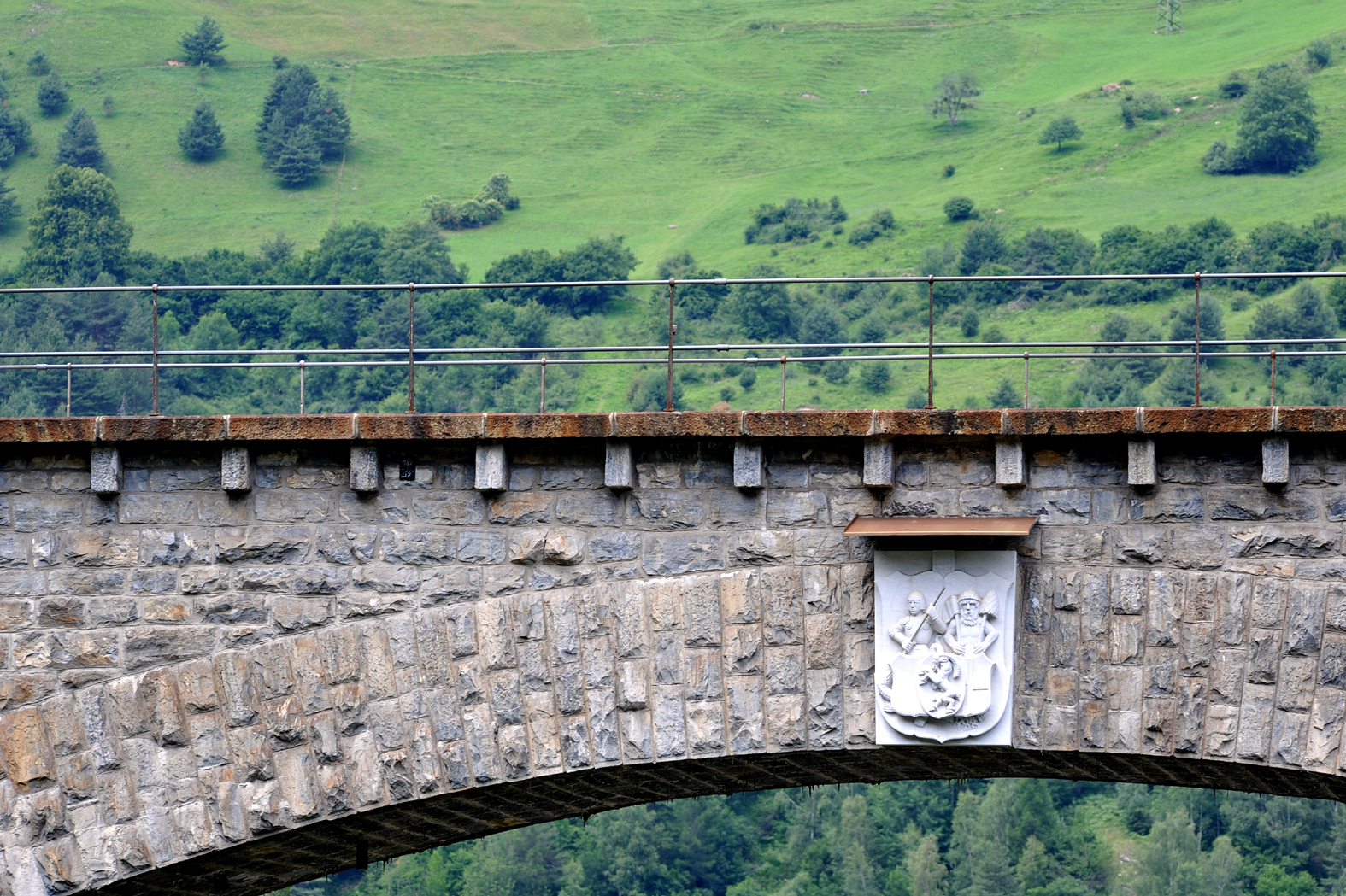
The new Graubünden coat of arms sculpture on the main span.

## Ресурси Інтернету
Вікісховище має мультимедійні дані за темою: Solis Viaduct
- Solis Viaduct в базі Structurae